# Papuk
A Papuk egy középhegység Horvátország szlavóniai régiójában, Pozsega és Szalatnok városok között. A Psunj hegységgel együtt szigetszerűen emelkedik ki a szlavón síkságból. Azonos nevű legmagasabb pontjának tengerszint feletti magassága 953 méter.

## Elnevezése
Szinte biztosan preszláv nevének eredete ismeretlen, feltételezések szerint korábban a hegy egyik vízfolyására vonatkozhatott. A középkorban a hegységet magyar nyelven Pozsega-havasának nevezték.

## Kiterjedése
A Papuk hegység alatt a mindennapokban Szlavónia középén Daruvártól Diakovárig elhúzódó 80 km hosszú, 10-15 km széles hegyvonulatot szokás érteni Magyarországon. Ezzel szemben Horvátországban a Papuk csak a hegylánc nyugati felére vonatkozik, a Raholca-Kutjevo közötti hágótól keletre található részt Krindija néven  önálló hegységként tartják számon.

## Jellemzése
A hegység változatos geológiai összetételű: mészkő, homokkő és bazalt alkotja. Napjainkban is sűrű erdő borítja, amelyet a bükk, tölgy, juhar, jávor és kőris fafajok dominálnak.
Területének egy része nemzeti park, ahol többek között a Jankovác vízesés is található.
A Papuk és környéke gazdag a történelmi és kulturális emlékekben (Raholca, Kaptol, Daruvár, Pozsega)